# Baissea campanulata
Baissea campanulata là một loài thực vật có hoa trong họ La bố ma. Loài này được (K.Schum.) de Kruif mô tả khoa học đầu tiên năm 1985.